# Долішня Кула
Долішня Ку́ла (болг. Долна кула) — село в Кирджалійській області Болгарії. Входить до складу общини Крумовград.

## Населення
За даними перепису населення 2011 року у селі проживала 131 особа, з них 120 осіб (99,2%) — турки.
Розподіл населення за віком у 2011 році:
Динаміка населення: